# Вулиця Соломії Павличко (Київ)
Вулиця Соломії Павличко — вулиця в Голосіївському районі міста Києва, масив Теремки. Пролягає від бульвару Тадея Рильського до Теремківської вулиці.
Прилучаються вулиці Родини Кістяківських та Атени Пашко.

## Історія
Вулиця виникла наприкінці 2010-х під проєктною назвою Проєктна 13108. Назва на честь української письменниці, літературознавиці, перекладачки, публіцистки, авторки праць із теорії літератури, історії фемінізму Соломії Павличко — з 2019 року.
Станом на 2025 рік вулиця не сформована, існує у вигляді проїздів.

## Будівлі
- Ресторан "МАМА МАНАНА" (№ 2)